# Onoba muriei
Onoba muriei is een slakkensoort uit de familie van de Rissoidae. De wetenschappelijke naam van de soort is voor het eerst geldig gepubliceerd in 1939 door Bartsch & Rehder.